# Pseudoeurycea aquatica
Espèce
Statut de conservation UICN

 CR B1ab(iii)+2ab(iii) : 
En danger critique
Pseudoeurycea aquatica est une espèce d'urodèles de la famille des Plethodontidae.

## Répartition
Cette espèce est endémique de l'État d'Oaxaca au Mexique. Elle se rencontre vers 2 100 m d'altitude dans la Sierra Madre del Sur à Totontepec Villa de Morelos.

## Publication originale
- Wake & Campbell, 2001 : An aquatic plathodontid salamander from Oaxaca, Mexico. Herpetologica, vol. 57, p. 509-514.